# 八幡村 (愛知県宝飯郡)
八幡村（やわたむら）は、愛知県宝飯郡にかつて存在した村。
現在の豊川市の中央から北西部（諏訪、野口町、市田町、八幡町、平尾町、財賀町、千両町など）が該当する。
村名は、八幡宮に由来する。
1939年（昭和14年）、宝飯郡豊川町、牛久保町、八幡村にまたがる海軍豊川海軍工廠が開かれると急激に人口が増加。戦時中、これらの自治体の機能をまとめることを目的として、この2町1村に国府町が加わって合併、豊川市となっている。

## 歴史
- 江戸時代末期、この地域は旗本領、寺社領などであった。
- 1906年（明治39年）6月25日 - 穂原村と平幡村が合併し、八幡村となる。
- 1943年（昭和18年）6月1日 - 豊川町、牛久保町、八幡村、国府町が合併し、豊川市となる。

## 神社・仏閣
- 財賀寺
- 三河国分寺
- 西明寺
- 犬頭神社
- 八幡宮

## 史跡
- 八幡村城址
- 三河国分尼寺址

## 学校
- 八幡青年学校
- 南部国民学校（現・豊川市立八南小学校[2]）
- 平尾国民学校（現・豊川市立平尾小学校）
- 千両国民学校（現・豊川市立千両小学校）

## 交通機関
- 八幡村の頃には存在しなかったが、名古屋鉄道豊川線[3]の八幡駅[4]が旧・八幡村の駅に該当する。